# Ligallo Fondo Norte
El Ligallo Fondo Norte es un grupo de ultras de extrema derecha del Real Zaragoza fundado en 1986.Desde 2005 mantienen relaciones amistosas con los ultras de Polonia Warszawa (Varsovia).